# Данилово-Балківська сільська рада
| Данилово-Балківська сільська рада — орган місцевого самоврядування у Благовіщенському районі Кіровоградської області з адміністративним центром у с. Данилова Балка. Сільській раді були підпорядковані населені пункти: - с. Данилова Балка - с. Шевченка |

## Склад ради
Рада складалася з 12 депутатів та голови.

### Керівний склад ради
| ПІБ                             | Основні відомості                                                               | Дата обрання | Дата звільнення |
| ------------------------------- | ------------------------------------------------------------------------------- | ------------ | --------------- |
| Матейко Тетяна Михайлівна       | Сільський голова, 1961 року народження, освіта, позапартійна                    | 26.03.2006   | 31.10.2010      |
| Івашкевич Віктор Володимирович  | Сільський голова, 1972 року народження, освіта вища, безпартійний               | 31.10.2010   | 12.01.2012      |
| Чересленко Анатолій Миколайович | Сільський голова, 1959 року народження, освіта середня спеціальна, безпартійний | 19.10.2012   |                 |

Примітка: таблиця складена за даними джерела

## Населення
Згідно з переписом УРСР 1989 року чисельність наявного населення сільської ради становила 1267 осіб, з яких 542 чоловіки та 725 жінок.
За переписом населення України 2001 року в сільській раді мешкало 1197 осіб.

### Мова
Розподіл населення за рідною мовою за даними перепису 2001 року:
| Мова       | Відсоток |
| ---------- | -------- |
| українська | 93,95 %  |
| молдовська | 2,94 %   |
| російська  | 1,93 %   |
| вірменська | 0,59 %   |
| гагаузька  | 0,25 %   |
| болгарська | 0,17 %   |
| білоруська | 0,08 %   |
| румунська  | 0,08 %   |